# Three Word Brand
Three Word Brand (o 3 Word Brand) è un film muto del 1921 sceneggiato e diretto da Lambert Hillyer che ha come interprete principale William S. Hart, popolarissimo protagonista di western all'epoca del muto.

## Produzione
Il film fu prodotto dalla William S. Hart Productions.

## Distribuzione
Distribuito dalla Paramount Pictures, il film uscì nelle sale cinematografiche statunitensi il 16 ottobre 1921 dopo essere stato presentato in prima a New York il 25 settembre 1921.
Copie della pellicola sono conservate negli archivi della Library of Congress, in quelli del Museum of Modern Art e nella collezione Newhall/William S. Hart.
Il film è stato riversato in VHS e in DVD e, nel 2011, è stato distribuito dall'Alpha Video masterizzato da una copia in 16 mm.